# Derrick Mills
Derrick Mills (* 2. April 1974) ist ein ehemaliger Fußballspieler von St. Kitts und Nevis.

## Karriere

### Klub
Wo er in seiner gesamten Karriere auf Klubebene gespielt hat, ist nicht bekannt.

### Nationalmannschaft
Seinen ersten bekannten Einsatz hatte er am 5. Mai 1996 bei einem 5:1-Sieg im Qualifikationsspiel zur Weltmeisterschaft 1998 gegen St. Lucia in der Startelf und wurde nach einer gelben Karte in der 60. Minute zur 80. Minute für Fitzroy Henry ausgewechselt. Bis zu seiner letzten Partie, am 20. Mai 2001, hatte er wenige Einsätze.